# 布蘭登·伊頓
布蘭登·伊頓（英語：Brando Eaton；1986年7月17日—）是一位美國演員。他最著名的作品包括嗜血法醫、青春密語等作品。

## 外部連結
- 布蘭登·伊頓在互联网电影资料库（IMDb）上的資料（英文）
- Official Brando Eaton Website